# Fudanshi

Le mot japonais Fudanshi (腐男子, litt. garçon pourri) est un terme à l'origine péjoratif qui désigne les amateurs masculins de yaoi (histoires pour la plupart écrites pour un public féminin par des femmes mettant en scène des personnages de sexe masculin dans des relations homosexuelles explicites ou non) et boy's love/shōnen ai. Son pendant féminin est le terme fujoshi.
À noter que les fudanshi ne sont pas pour la majorité homosexuels ou même bisexuels. Beaucoup de ces lecteurs hétérosexuels s'attachent à une certaine esthétique plus qu'autre chose, certains se réclamant fudanshi moins par leur orientation sexuelle propre que par attirance pour les graphismes ou les histoires.
Les mangas yaoi s'adressant aux hommes gays (en recherche d'homosexualité virile) sont qualifiés de "Bara manga" (terme utilisé uniquement en Occident). Au Japon ils sont répertoriés sous l’appellation "Men’s Love" (メンズラブ) ou parfois "Yarō Kei" (野郎系) qui pourrait se traduire par "Mode Connard".